# Solčany
Solčany es un municipio del distrito de Topoľčany en la región de Nitra, Eslovaquia, con una población estimada a final del año 2024 de 2475 habitantes.
Se encuentra ubicado al norte de la región, cerca del río Nitra (cuenca hidrográfica del Danubio) y de la frontera con las regiones de Trnava y Trenčín.

## Demografía
| Año        | 1994 | 2004    | 2014    | 2024 |
| ---------- | ---- | ------- | ------- | ---- |
| Población  | 2318 | 2499    | 2475    | 2475 |
| Diferencia |      | +7,80 % | −0,96 % | +0 % |

| Año        | 2023 | 2024    |
| ---------- | ---- | ------- |
| Población  | 2515 | 2475    |
| Diferencia |      | −1,59 % |